# FKM-Richtlinie
Die FKM-Richtlinie "Rechnerischer Festigkeitsnachweis von Maschinenbauteilen", in der Praxis oft nur FKM-Richtlinie genannt, ist eine vom Forschungskuratorium Maschinenbau e.V. (FKM) herausgegebene Richtlinie, die ein allgemeines Verfahren zur Berechnung der Festigkeit von Bauteilen im Maschinenbau bereitstellt.

## Geschichte
Die FKM-Richtlinie entstand im Arbeitskreis Bauteilfestigkeit mit der Förderung durch das Forschungskuratorium Maschinenbau und der Arbeitsgemeinschaft industrieller Forschungsvereinigungen "Otto von Guericke" unter Federführung der IMA Materialforschung und Anwendungstechnik GmbH.
1994 erschien die 1. Ausgabe. Die aktuelle 7. Ausgabe erschien im Dezember 2020. Die Richtlinie wird in Buchform oder als PDF zum Download vom VDMA-Verlag herausgegeben.
Die Richtlinie wurde auf der Grundlage ehemaliger TGL-Standards, der früheren Richtlinie VDI 2226, Regelungen der DIN 18800, der IIW-Empfehlungen und des Eurocode 3 erarbeitet und auf den neuesten Erkenntnisstand weiterentwickelt.

## Anwendungsbereich
Die FKM-Richtlinie
- ist im Maschinenbau und in verwandten Bereichen der Industrie anwendbar,
- ermöglicht den rechnerischen Festigkeitsnachweis für stabförmige, für flächenförmige und für volumenförmige Bauteile unter Beachtung aller relevanten Einflüsse,
- beschreibt den statischen und den Ermüdungsfestigkeitsnachweis, letzteren je nach Beanspruchungscharakteristik als Dauer-, Zeit- oder als Betriebsfestigkeitsnachweis,
- gilt für Stahl, auch für nichtrostenden, bei Bauteiltemperaturen von −40 °C bis 500 °C,
- gilt für Eisengusswerkstoff bei Bauteiltemperaturen von −25 °C bis 500 °C,
- gilt für Aluminiumwerkstoff bei Bauteiltemperaturen von −25 °C bis 200 °C,
- ist anwendbar für Bauteile, die mit oder ohne spanabhebende Bearbeitung oder auch durch Schweißen hergestellt werden,
- erlaubt die Bewertung von Nennspannungen wie auch örtlicher, elastisch bestimmter Spannungen, die mittels elastizitätstheoretischer Lösungen, Finite-Elemente- oder Randelement-Berechnungen oder aus Messungen erhalten werden.

Die Richtlinie ist ein für alle Anwendungsfälle einheitlich strukturierter Berechnungsalgorithmus, bestehend aus Anweisungen, Formeln, Tabellen und Abbildungen. Textliche Erklärungen erfolgen, wenn sie zur sicheren Anwendung erforderlich erscheinen. Der Berechnungsablauf wird zur besseren Verständlichkeit durch Beispiele ergänzt.
Seit der 4. Ausgabe 2002 ist der rechnerische Festigkeitsnachweis unter Vorbehalt auch für Bauteile aus Aluminium-Werkstoffen möglich. Unter Vorbehalt, weil die vorliegenden Ergebnisse großen Streuungen unterlagen oder nicht ausführlich genug untersucht wurden.
Die FKM-Richtlinie ist in 3 Büchern untergebracht. Das erste Buch „Rechnerischer Festigkeitsnachweis für Maschinenbauteile“ behandelt den statischen Festigkeitsnachweis und den Ermüdungsfestigkeitsnachweis.
Das zweite Buch "Bruchmechanischer Festigkeitsnachweis" befasst sich mit Bauteilen, bei denen während der Herstellung Fehler (z. B. Einzelrisse) festgestellt wurden und diese hinsichtlich Festigkeit nachgewiesen werden müssen.
Um das nichtlineare Werkstoffverformungsverhalten einbeziehen zu können, gibt es seit Anfang 2019 das 3. Buch "Richtlinie nichtlinear". Auch dieses beschreibt, wie Buch 1, einen statischen und einen Ermüdungsfestigkeitsnachweis. Durch Berücksichtigung elastisch-plastischen Materialverhaltens kann die statisch zulässige Grenzlast gegenüber Buch 1 teilweise maßgeblich erhöht werden. Für den Ermüdungsfestigkeitsnachweis wird eine mechanismusorientierte Abschätzung der Anrisslebensdauer verwendet.

## Konzepte

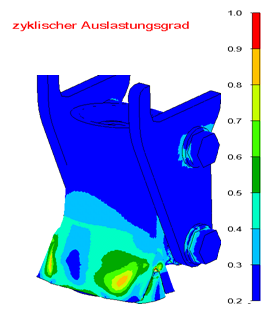
Farbdarstellung des zyklischen Auslastungsgrades

Je nach Bauteilform wird für den Nachweis das Nennspannungskonzept (für stabförmige Bauteile) oder das örtliche Spannungskonzept (für alle übrigen Bauteile) angewendet. Bei beiden Konzepten ist ein statischer Festigkeitsnachweis und ein Ermüdungsfestigkeitsnachweis zu erstellen.
In den Nachweisen wird ein statischer Auslastungsgrad und ein sogenannter zyklischer Auslastungsgrad ermittelt. Beide müssen kleiner 1 sein.
Es kommt durchaus vor, dass Bauteile einen statischen Auslastungsgrad kleiner 1 haben, aber einen zyklischen Auslastungsgrad größer 1, oder umgekehrt. In beiden Fällen wäre der Festigkeitsnachweis nicht erbracht.
Ein Ermüdungsfestigkeitsnachweis setzt stets den statischen Festigkeitsnachweis voraus.
Linienschweißnähte werden am Nahtübergangsquerschnitt sowie an der Schweißnahtwurzel nachgewiesen und werden ebenfalls mit einem statischen und einem zyklischen Auslastungsgrad beurteilt.

### Einflussgrößen
- Spannungen mit zugehörigen Mittelwerten, Amplituden und Kollektivformen
- Werkstoff-Festigkeitskennwerte unter Beachtung des technologischen Größenfaktors und Temperaturen
- Konstruktionskennwerte, ermittelt aus plastischen Stützzahlen, Kerbwirkungszahlen, Rauheits- und Randschichtfaktoren
- Sicherheitsfaktoren
- Anisotropiefaktor
- Eigenspannungsfaktor bei Schweißnähten

## Rechenprogramme
Wie oben erwähnt, ist die FKM-Richtlinie ein strukturierter Berechnungsalgorithmus, weswegen sich die Implementierung in einem Rechenprogramm anbietet. Eine erweiterte Möglichkeit ist die Koppelung mit Finite-Elemente-Programmen. Dabei wird die aufwändige Ermittlung der Spannungen und Spannungsgradienten durch das Rechenprogramm erledigt und es können Konturplots der Auslastungsgrade für komplette Baugruppen generiert werden. Weitere Lösungen können neben Bauteilen auch Schweißnähte nach der FKM-Richtlinie auf Basis der FEM Schalen- oder Solid-Ergebnisse bewerten.